# 司馬光

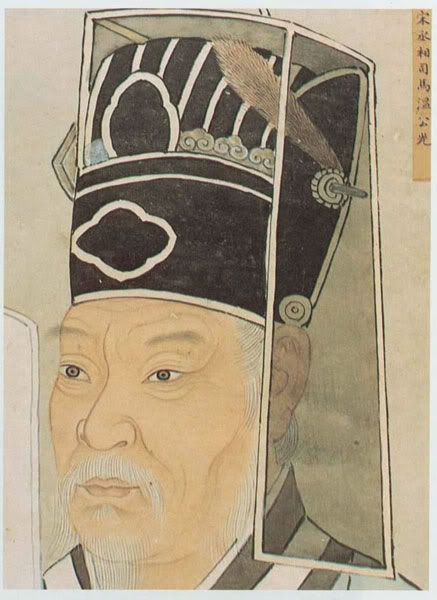
司馬光

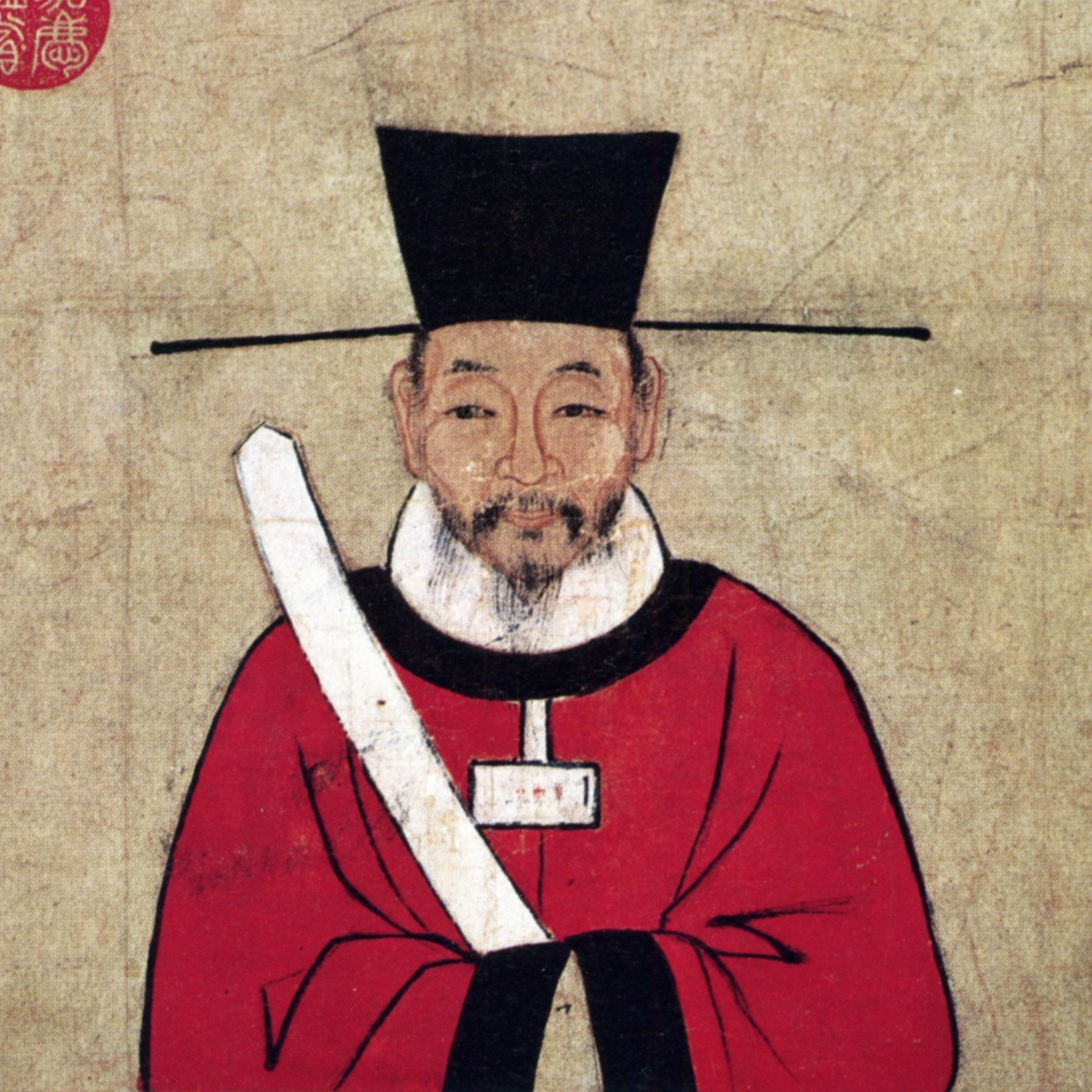
司馬光（明代）

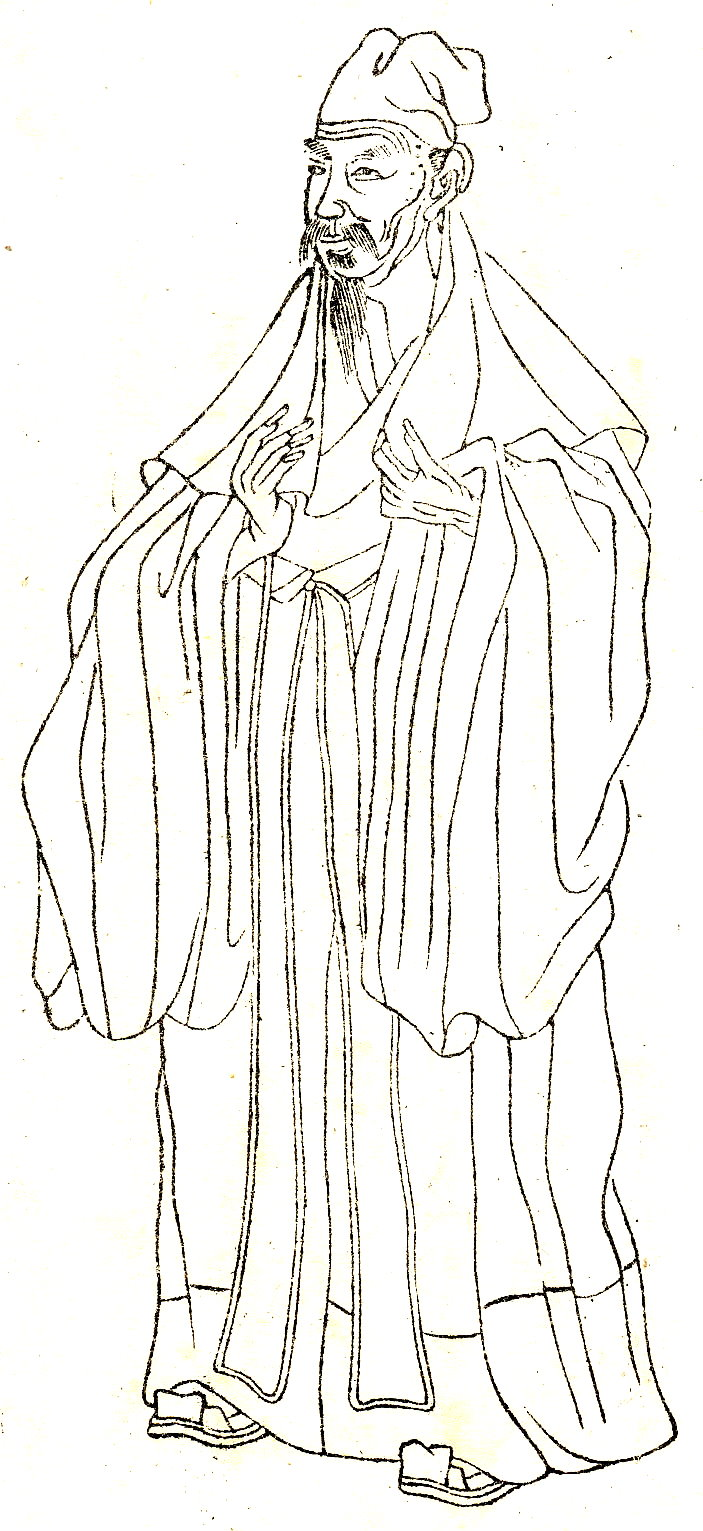
司馬温公・『晩笑堂竹荘畫傳』より

司馬 光（しば こう、天禧3年10月18日（1019年11月17日）- 元祐元年9月1日（1086年10月11日））は、中国北宋時代の儒学者、歴史家、政治家。字は君実。陝州夏県（現在の山西省運城市夏県）涑水郷の人。号は迂叟。諡は文正。温国公の爵位を贈られた。このため「司馬温公」・「司馬文正公」と呼ばれることも多い。また「涑水先生」とも呼ばれた。祖先は西晋の高祖宣帝・司馬懿の弟司馬孚だといわれている。歴史書『資治通鑑』の編者として著名。政治面では旧法派の領袖として王安石ら新法派と対立した。

## 生涯
宝元元年（1038年）に進士となる。高祖父の司馬林も、曾祖父の司馬政も、祖父の司馬炫も進士で、父の司馬池は兵部郎中であった。養子に司馬康（兄の司馬旦の子）がいた。明の司馬恂はその後裔という。
治平4年（1067年）、神宗は即位し、王安石を用いて新法を断行する。当時、翰林学士の司馬光は当初改革には賛成であった。しかし、王安石が官僚の既得権を侵して政治の一新を図るやいなや、直ちに反対の立場に転じ、枢密院を根拠とした王安石反対派と連係して強硬に新法の反対を主張した。司馬光は王安石の譲歩にも拘らず、新法の撤回を要求したため、遂に朝廷から退けられ、副都洛陽に事実上の隠居生活を送ることになった。これ以後、司馬光は、同じく新法に反対する同調者と共に、日夜新法の反対を主張して已まなかったと言われている。
このように朝廷の意向に反対の立場をとっていた司馬光であるが、先代の英宗以来、神宗からも絶大な信頼を得ていた。特に『資治通鑑』の編纂を思い立った後、英宗に特別の便宜を与えられてその完成を期待されていた。また朝廷から退けられた後も、神宗から「資治通鑑」の名を受けている。この書は司馬光の洛陽隠棲時に完成した。
元豊8年（1085年）、神宗が崩御して哲宗が10歳で即位すると、摂政宣仁太后高氏の命により、宰相となって中央に復帰した。この時、司馬光は、新法を全面的に廃止し、全て新法実施以前の法に戻すべく政権を運営したが、余りの極端さに、同じく新法の廃止を主張する蘇軾などの友人・部下からも反対されるほどであった。併し司馬光の名声は天下に鳴り響いていたこともあり、多くの官僚が司馬光の発言に阿諛迎合し、遂には新法諸政策の中の根幹の一つであった役法を変更するに及び、その弊害は以後十年近くに渡って影響した。斯くして新法の廃止に全力を注いだ司馬光であったが、在任8ヶ月にして病死した。死に際しては、知見未見を問わず、多くの人々が惜しんだと、旧法派関係の史料は口を揃えている。

## 評価
旧来、司馬光の評判は頗る高い。それは彼の属する旧法派の流れを汲む朱子学が学界に君臨し、司馬光を激賛したことにも原因がある。この立場からするなら、司馬光は君子の中の君子として、殆んど非の打ち所のない人物として描かれることになる。その一方、近代以後に発展した経済史学的見地からすると、司馬光は旧来の大地主・大商人を擁護し、それらの政権壟断の打破を狙った新法を排除した、反動的政治家の一人と目されることにもなった。司馬光は王安石の新法の意義を全く理解できなかった、単なる守旧派の領袖以外の何ものでもないと見做されもしたのである。あるいは司馬光が在任僅か8ヶ月で死去したために、王安石の新法に代わる方策を考慮していたとしても、それを打ち出すまでの時間すら残されていなかったとする見方も生れた。しかし何れも評者の立場の相違によるものであるので、司馬光を知ろうとする場合は、評者の立場を予め知っておくことが必要である。

## 資治通鑑
『資治通鑑』は紀伝体全盛の当時にあって、敢えて経書春秋の編年体に倣って製作された歴史書である。春秋の後から宋の前の五代に至る迄を扱ったこの書は、皇帝よりの便宜の賜でもあるが、当時の史学者の第一人者劉恕や漢代史の著名研究者劉攽、弟子の范祖禹（唐を担当したとされる）らの助けを得て、当時集め得る史料を網羅した資料集を造り、更にそれに司馬光が手を加えるという方法を以て製作されたものである。書名の通り、皇帝の治世の道具のために書かれたものであるが、司馬光の名も手伝って好評を博した。

## 神童伝説

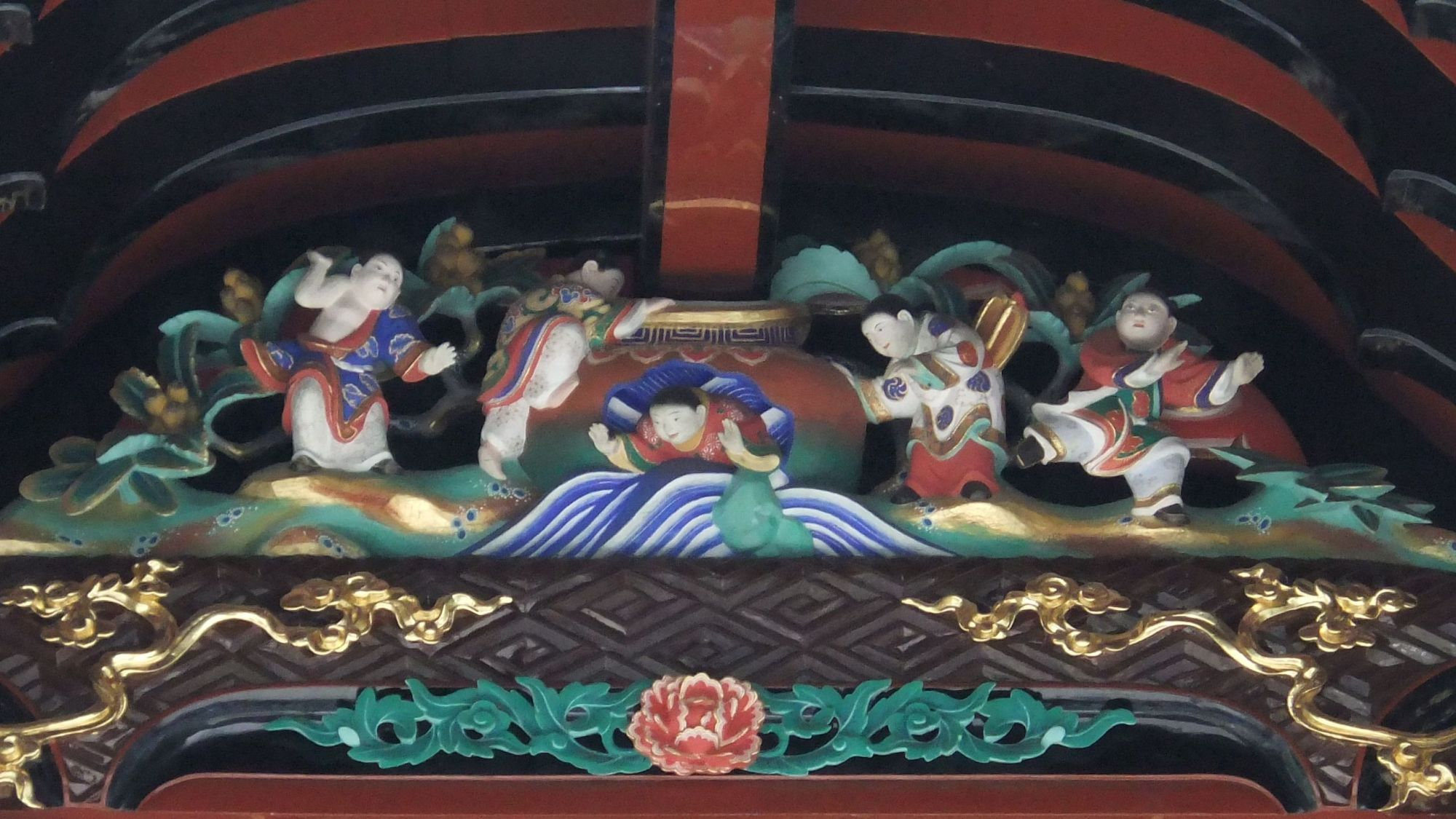
埼玉県熊谷市・歓喜院本殿唐破風下の「司馬温公の瓶割り」彫刻

『宋史』司馬光伝によると、幼少の頃から、神童として知られていた。7歳の時には左氏春秋の講義を聞き、家に帰ると、家の人たちに、聞いてきた内容の講義をしたという。また、子供の時分、庭で友達と遊んでいたところ、仲間の一人が誤って水がめに落ちてしまったが、他の子供は何もできずにただおろおろしていた。司馬光は、落ち着いて石を投げて水がめを割り、水を抜いて仲間を救い出したという。